# Joseph H. Burckhalter
Joseph H. Burckhalter (Colúmbia, 9 de outubro de 1912 — 9 de maio de 2004) foi um químico estadunidense.
Trabalhou com compostos de Isotiocianato.
Trabalhou na Parker-Davis, subsidiária da Pfizer.